# Spat de Islanda
Carbonatul de calciu (CaCO3), denumit și spat de Islanda este un cristal anizotrop folosit în construcția polarizoarelor, prin alipirea a două cristale cu ajutorul unui adeziv (denumit "balsam de Canada"). Polarizoarele folosesc proprietatea de birefringență pentru polarizarea fasciculelor incidente. Fenomenul de dublă refracție (birefringență) cu ajutorul unei lame paralelipipedice de spat de Islanda a fost descoperit de fizicianul olandez Erasmus Bartholinus.
Polarizarea prin birefrigerență (refracție) utilizează proprietatea unor cristale anizotrope de a separa prin refracție un fascicol incident în două fascicule:
- un fascicul ordinar care se propagă conform legii opticii geometrice;
- un fascicul extraordinar care nu respectă legile opticii geometrice.

Ambele fascicule obținute sunt polarizate liniar în planul perpendicular. Alegând corespunzător grosimea cristalului se pot introduce diferite defazaje între cele două unde care ies din cristal. Undele se recompun la ieșirea din cristal obținându-se o undă cu starea de polarizare dorită.